# Buonconvento
Buonconvento és un comune de la província de Siena, a la regió italiana de la Toscana, amb una població de 3.137 habitants l'1 de gener de 2018.
Limita amb els municipis següents: Asciano, Montalcino, Monteroni d'Arbia, Murlo i San Giovanni d'Asso.
Pertany a Els pobles més bonics d'Itàlia.

## Evolució demogràfica[2]
| Gràfica d'evolució demogràfica de Buonconvento entre 1861 i |
|                                                             |
| Font: ISTAT Elaboració gràfica de Viquipèdia                |